# Griffin Freeman
Griffin Freeman (* 6. November 1994 in Atlanta, Georgia) ist ein US-amerikanischer Schauspieler in Film und Fernsehen. Er spielte Rollen in Filmen wie Case#13, Sugar Daddies, Margos Spuren oder The Birth of a Nation – Aufstand zur Freiheit.

## Leben und Karriere
Geboren und aufgewachsen in Atlanta begann Griffin Freeman seine Darstellerlaufbahn im Alter von sieben Jahren am örtlichen Theater. Mit dreizehn hatte er bereits regelmäßige Arbeit in der Werbeindustrie. Als junger Schauspieler startete er dann Ende der 2000er Jahre mit Auftritten in Kurzfilmen und einer kleinen Nebenrolle in Jason Winns Kinodrama The Fat Boy Chronicles, bevor er 2012 im Fernsehen in einer Episode der von J. J. Abrams und Jon Favreau produzierten Serie Revolution mitwirkte. 2014 spielte er im Kino in dem Horrorfilm Case#13 unter der Regie von Johnny Martin, im Jahr 2015 sah man ihn in einer Folge der US-amerikanischen Fernsehserie Ray Donovan mit Liev Schreiber. Noch im selben Jahr besetzte ihn der Regisseur Jake Schreier in seinem romantischen Drama Margos Spuren in der Rolle des Jase.

## Filmografie (Auswahl)

### Kino
- 2010: The Fat Boy Chronicles
- 2014: Case#13
- 2014: Sugar Daddies
- 2015: Margos Spuren (Paper Towns)
- 2016: The Birth of a Nation – Aufstand zur Freiheit (The Birth of a Nation)
- 2016: Cell
- 2016: Term Life: Mörderischer Wettlauf (Term Life)
- 2018: Delirium
- 2020: Mile High Escorts

### Fernsehen
- 2012: Revolution (Fernsehserie, 1 Episode)
- 2013: The Surgeon General (Fernsehfilm)
- 2015: Ray Donovan (Fernsehserie, 1 Episode)
- 2016: Sleepy Hollow (Fernsehserie, 1 Episode)
- 2016: Navy CIS: L.A. (Fernsehserie, 1 Episode)
- 2016–2018: Atlanta (Fernsehserie, 2 Episoden)
- 2016: Die Goldbergs (Fernsehserie, 1 Episode)
- 2016: Double Mommy (Fernsehfilm)
- 2016: The Walking Dead (Fernsehserie, 1 Episode)
- 2017: Controversy (Fernsehfilm)
- 2019: Navy CIS: New Orleans (Fernsehserie, 1 Episode)
- 2019: Dark/Web (Fernsehserie, 1 Episode)
- 2022: The Oval (Fernsehserie, 3 Episoden)

### Kurzfilme
- 2009: The Redeemer
- 2010: The Way of Justice
- 2011: Sitting on the Fence